# Charles Foster

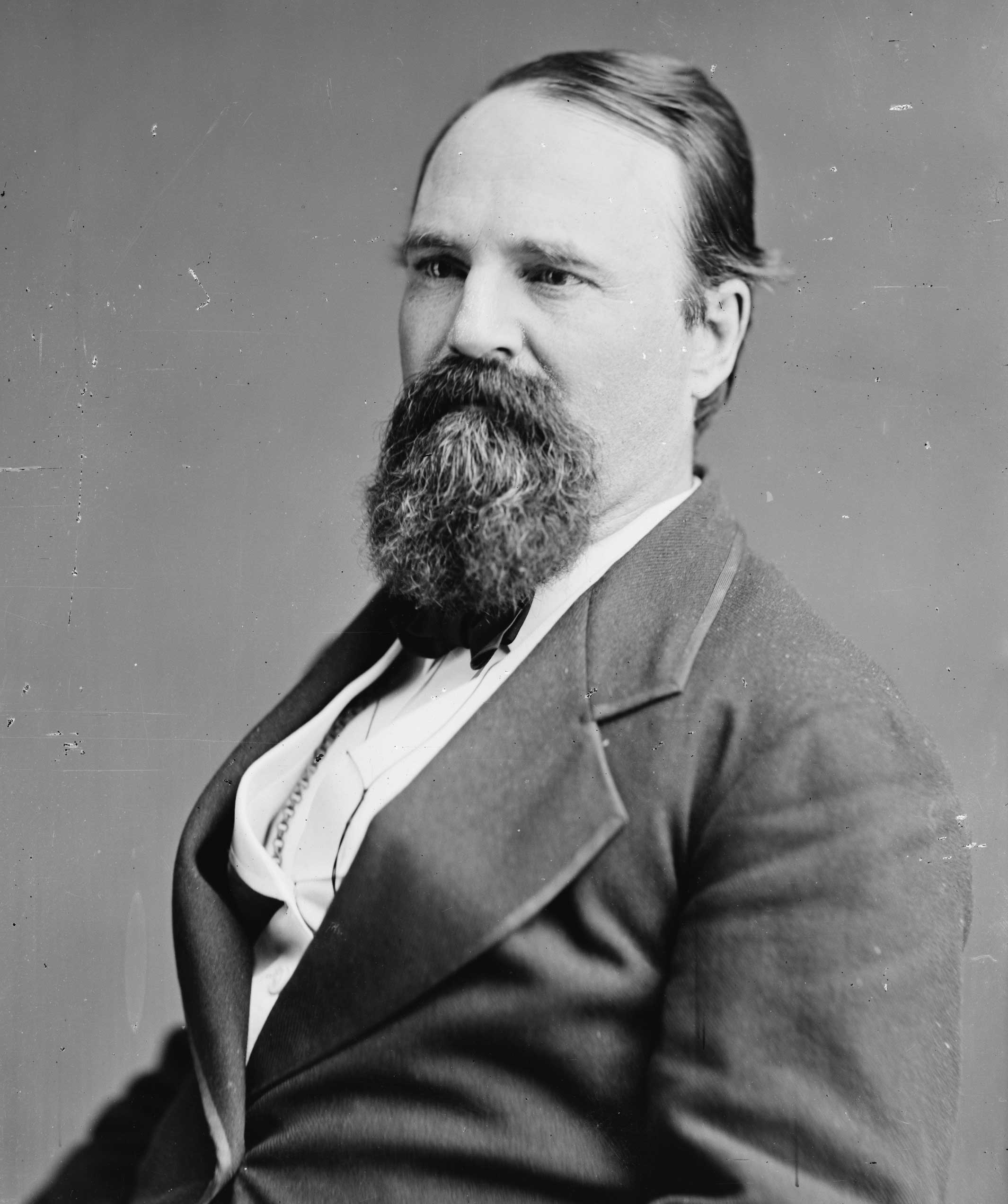
Charles Foster

Charles William Foster, Jr., född 12 april 1828, död 9 januari 1904 i Springfield, Ohio, var en amerikansk republikansk politiker. Han var guvernör i Ohio 1880–1884 och USA:s finansminister 1891–1893.
Foster föddes nära Tiffin, huvudorten i Seneca County. Han växte upp i en stad som hette Rome och som 1854 gick samman med en annan liten stad, Risdon. Foster valdes till den nya stadens borgmästare och staden döptes till Fostoria efter honom.
Han var ledamot av USA:s representanthus 1871–1879. Han förlorade sin plats i representanthuset i valet 1878, men lyckades sedan två gånger bli vald till guvernör, som han var 1880–1884. Han lyckades inte i sitt försök att komma tillbaka till representanthuset 1890 men när finansminister William Windom följande år avled, utnämndes Foster till ny finansminister i president Benjamin Harrisons regering, och satt på posten 1891–1893.
Fosters grav finns på Fountain Cemetery i Fostoria.